# Чешско-Моравская возвышенность
Че́шско-Мора́вская возвы́шенность (чеш. Českomoravská vrchovina) — возвышенность в Чехии, юго-восточная часть Чешского массива.
Протяжённость составляет около 150 км при ширине до 100 км. Высшая точка — гора Яворжице (837 м). Возвышенность сложена преимущественно гранитами и гнейсами. В рельефе преобладают сильно расчленённые реками холмы и низкогорья с отдельными скалистыми гребнями. На территории расположены широколиственные и хвойные леса, луга, пастбища.